# 鬼一法眼
鬼一法眼（きいちほうげん、おにいちほうげん）是室町時代初期的軍記物語『義經記』卷2中登場的傳說人物。

## 人物
住在京都一條堀川的陰陽師，傳說是文武的達人。源義經透過其么女，偷學傳家的兵書『六韜三略』。據說也是劍術京八流之祖，傳授武術給鞍馬的八人僧兵，被視為劍術之神受到崇敬。也是淨瑠璃・歌舞伎等傳統藝能的題材之一。

## 關連項目
- 鞍馬山
- 鞍馬寺